# Musefiu Ashiru
Musefiu Olasunkanmi Ashiru (26 giugno 1994) è un ex calciatore nigeriano, di ruolo centrocampista.

## Carriera
Ha giocato nella massima serie dei campionati danese, slovacco e ceco.

## Statistiche

### Presenze e reti nei club
| Stagione              | Squadra               | Campionato            | Campionato | Campionato | Coppe nazionali | Coppe nazionali | Coppe nazionali | Coppe continentali | Coppe continentali | Coppe continentali | Altre coppe | Altre coppe | Altre coppe | Totale | Totale |
| Stagione              | Squadra               | Comp                  | Pres       | Reti       | Comp            | Pres            | Reti            | Comp               | Pres               | Reti               | Comp        | Pres        | Reti        | Pres   | Reti   |
| --------------------- | --------------------- | --------------------- | ---------- | ---------- | --------------- | --------------- | --------------- | ------------------ | ------------------ | ------------------ | ----------- | ----------- | ----------- | ------ | ------ |
| 2012-2013             | Midtjylland           | SL                    | 0          | 0          | CD              | 1               | 0               | UEL                | 0                  | 0                  | -           | -           | -           | 1      | 0      |
| 2013-2014             | Midtjylland           | SL                    | 3          | 0          | CD              | 0               | 0               | -                  | -                  | -                  | -           | -           | -           | 3      | 0      |
| 2014-feb. 2015        | Midtjylland           | SL                    | 0          | 0          | CD              | 1               | 0               | UEL                | 0                  | 0                  | -           | -           | -           | 1      | 0      |
| Totale Midtjylland    | Totale Midtjylland    | Totale Midtjylland    | 3          | 0          |                 | 2               | 0               |                    | 0                  | 0                  |             | -           | -           | 5      | 0      |
| feb.-giu. 2015        | Ringkøbing            | 2D                    | ?          | ?          | CD              | 0               | 0               | -                  | -                  | -                  | -           | -           | -           | ?      | ?      |
| 2015-2016             | Skive                 | 1D                    | 21         | 1          | CD              | 2               | 1               | -                  | -                  | -                  | -           | -           | -           | 23     | 2      |
| 2016-gen. 2017        | Tatran Prešov         | SL                    | 14         | 5          | CS              | 3               | 0               | -                  | -                  | -                  | -           | -           | -           | 17     | 5      |
| gen.-giu. 2017        | Zbrojovka Brno        | 1L                    | 11         | 0          | CRC             | 1               | 0               | -                  | -                  | -                  | -           | -           | -           | 12     | 0      |
| lug.-set. 2017        | Zbrojovka Brno        | 1L                    | 2          | 0          | CRC             | 0               | 0               | -                  | -                  | -                  | -           | -           | -           | 2      | 0      |
| Totale Zbrojovka Brno | Totale Zbrojovka Brno | Totale Zbrojovka Brno | 13         | 0          |                 | 1               | 0               |                    | -                  | -                  |             | -           | -           | 14     | 0      |
| set.-dic. 2017        | DAC Dunajská Streda   | SL                    | 14         | 4          | CS              | 2               | 1               | -                  | -                  | -                  | -           | -           | -           | 16     | 5      |
| gen.-giu. 2018        | Zbrojovka Brno        | 1L                    | 8          | 1          | CRC             | 0               | 0               | -                  | -                  | -                  | -           | -           | -           | 8      | 1      |
| 2018-feb. 2019        | Zbrojovka Brno        | 2L                    | 3          | 0          | CRC             | 0               | 0               | -                  | -                  | -                  | -           | -           | -           | 3      | 10     |
| Totale Zbrojovka Brno | Totale Zbrojovka Brno | Totale Zbrojovka Brno | 11         | 1          |                 | 0               | 0               |                    | -                  | -                  |             | -           | -           | 11     | 1      |
| feb.-giu. 2019        | Spartak Trnava        | SL                    | 5          | 0          | CS              | 1               | 0               | UCL+UEL            | 0                  | 0                  | -           | -           | -           | 6      | 0      |
| Totale carriera       | Totale carriera       | Totale carriera       | 76         | 7          |                 | 11              | 2               |                    | 0                  | 0                  |             | -           | -           | 87     | 9      |

## Palmarès

### Club

#### Competizioni nazionali
- Coppa di Slovacchia: 1

Spartak Trnava: 2018-2019